# Фигурное
Фигурное (также Алджи, англ. Algae Lake) — пресноводное озеро глубиной до 145 метров в Восточной Антарктиде в оазисе Бангера. На берегу озера работала советская, затем польская научная станция.

## Общие сведения
Является самым большим и самым глубоким водоёмом в оазисе. Вытянуто с востока на запад на 17 км. В ширину достигает 1,5 км. Состоит из глубоких впадин (до 145 м глубиной), разделённых мелководными (менее одного метра в глубину) перемычками.
Озеро находится на высоте 11,6 м над уровнем моря в окружении высоких и крутых склонов. Питается талой водой с ледников и снежников, а также через водотоки из озёр Долгого, Далёкого и др. Сток происходит в бухту Извилистую, которое расположено к западу от озера.
Озеро является пресноводным, минерализация воды — низкая, 16—17 мг/л. Кислотность озёрной воды — низкая: pH воды у поверхности составляет 8,6, pH придонной воды — 7,6. Содержание кислорода в воде — от 13,2 до 20 мг/л.
Покрыто льдом большую часть года. В тёплое время года полностью освобождается ото льда, температура воды летом составляет в среднем 1—3 °C (по другим данным — от 2 до 4 °C), у скалистых берегов может подниматься до 5 °C.

## Исторические сведения
В феврале 1947 года на лёд озера впервые приземлился американский летчик Бангер.
На берегу озера в 1956 году была построена советская научная станция «Оазис». Она работала до конца 1958 года. В 1959 году была передана Польше и получила название Станция имени Антона Болеслава Добровольского (последняя польская экспедиция на станцию состоялась в 1979 году).